# Begonia gorgonea
Espèce
Begonia gorgonea est une espèce de plantes de la famille des Begoniaceae.
Elle a été décrite en 2011 par Mark C. Tebbitt.